# Danse serpentine (Annabelle)
Ne doit pas être confondu avec Danse serpentine par Mme Bob Walter.
Pour plus de détails, voir Fiche technique et Distribution.
Danse serpentine (Annabelle) (Annabelle Serpentine Dance) est un film américain réalisé par William Kennedy Laurie Dickson, sorti en 1894, avec Annabelle. Il s'agit d'une des nombreuses prestations que la danseuse a exécutées sur le plateau du Black Maria, le premier studio de cinéma, créé par Thomas Edison. L'une d'elles s'intitule : Butterfly Dance (Danse du papillon), reconnaissable grâce aux antennes qu'avait coiffées Annabelle.
Il est considéré comme un des tout premiers films colorisés de l'histoire du cinéma.

## Synopsis
La danseuse Annabelle, vêtue de voilages légers, reprend le type de danse qu’avait popularisé Loïe Fuller trois ans auparavant, et qui privilégie les mouvements amples des bras, entraînant les voilages qui tournoient et se gonflent d’air.

## Fiche technique
- Titre : Serpentine Dance
- Titre original : Annabelle Serpentine Dance
- Autres titres : A Dance by Annabelle, Danse serpentine
- Production : Edison Manufacturing Company
- Réalisation : William Kennedy Laurie Dickson
- Format : 35 mm noir et blanc - 1.36:1 - muet
- Couleur : colorié à la main aux encres à l’aniline
- Colorisation au pinceau : Antonia Dickson (son épouse) ou l'épouse d'Edmond Kuhn (qui remplace Dickson après son départ en 1894[4])
- Durée : 50 sec
- Genre : film de danse
- Date de sortie : septembre 1894 (Le "C" à droite de la danseuse désigne la Continental Commerce Company, société que fondent Edison et des partenaires pour commercialiser ses films en Europe et en Asie)

## Distribution
- Annabelle Whitford, dite Annabelle, ou Annabelle Moore